# Дзанотти, Каллисто
Джованни Каллисто Андреа Дзанотти (итал. Giovanni Callisto Andrea Zanotti, также Джанкаллисто Дзанотти, итал. Giancalisto Zanotti; 14 октября 1738, Болонья — 1 ноября 1817, Болонья) — итальянский композитор и музыкальный педагог.
Ученик падре Мартини, в 1760 г. при содействии своего наставника избран по конкурсу помощником капельмейстера Базилики Сан-Петронио Джузеппе Марии Карретти, а после смерти Карретти в 1774 году занимал пост капельмейстера вплоть до 1816 года. С 1758 г. академик Филармонической академии, в 1764 г. был впервые избран на должность её исполнительного президента. Dixit Дзанотти был в числе произведений, услышанных 30 августа 1770 года Вольфгангом Амадеем Моцартом во время его визита в Болонью; это же сочинение Дзанотти получило высокую оценку побывавшего в Болонье в тот же период Чарлза Бёрни.
Руководил классом фортепиано в Болонском музыкальном лицее с его основания в 1804 году. В 1808 г. в его классе занимался Джоаккино Россини.